# چرچیل، مانیتوبا
چرچیل (به انگلیسی: Churchill) یک شهرک در کانادا است که در منیوبا واقع شده‌است. چرچیل ۵۳٫۹۶ کیلومتر مربع مساحت و ۸۹۹ نفر جمعیت دارد و ۰ متر بالاتر از سطح دریا واقع شده‌است.
در شهر چرچیل، مانیتوبا به دلیل حمله احتمالی خرس‌های قطبی هیچ‌کس درب خودرو و خانه خود را قفل نمی‌کند.